# 지수루
지수루(중국어 정체자: 紀淑如, 간체자: 纪淑如, 병음: Jì Shūrú, 한자음: 기숙여, 1982년 11월 27일 ~ )는 중화민국의 은퇴한 태권도 선수이다.
2000년 하계 올림픽에 참가하여 동메달을 획득하였다. 경기 당시 지수루는 만 17세 10개월 1일이였는데 이는 역대 최연소 올림픽 태권도 메달 획득자이다. 2003년 하계 유니버시아드에도 참가하여 동메달을 획득하였다. 이후 2004년에도 올림픽에 참가하였으나 8강에서 패하며 메달획득에 실패하였다.
중화민국 내정부 경정서 검사관이였다.

## 학력
- 타이베이 시립 제일여자고급중학
- 중앙경찰대학교
- 국립 타이완 사범대학

## 같이 보기
- 올림픽 태권도 메달리스트 목록